# Cohors VII Delmatarum
Die Cohors VII Delmatarum [equitata] (deutsch 7. Kohorte der Delmater [teilberitten]) war eine römische Auxiliareinheit. Sie ist durch Inschriften belegt.

## Namensbestandteile
- Delmatarum: der Delmater. Die Soldaten der Kohorte wurden bei Aufstellung der Einheit aus dem illyrischen Stamm der Delmater auf dem Gebiet der römischen Provinz Dalmatia rekrutiert.

- equitata: teilberitten. Die Einheit war ein gemischter Verband aus Infanterie und Kavallerie. Der Zusatz kommt in den Inschriften nicht vor; Liccaius war aber ein Reiter und Licaus diente in der Turma von Annius.

Da es keine Hinweise auf den Namenszusatz milliaria (1000 Mann) gibt, war die Einheit eine Cohors (quingenaria) equitata. Die Sollstärke der Kohorte lag bei 600 Mann (480 Mann Infanterie und 120 Reiter), bestehend aus 6 Centurien Infanterie mit jeweils 80 Mann sowie 4 Turmae Kavallerie mit jeweils 30 Reitern.

## Geschichte
Über die Einheit ist wenig bekannt. Vermutlich war sie im 1. Jhd. n. Chr. wie die Cohors VI Delmatarum in Caesarea Mauretaniae, der Hauptstadt der Provinz Mauretania Caesariensis stationiert.

## Standorte
Standorte der Kohorte in Mauretania Caesariensis waren möglicherweise:
- Caesarea Mauretaniae (Cherchell): Die Grabsteine von Licaus und Liccaius wurden in Cherchell gefunden.

## Angehörige der Kohorte
Folgende Angehörige der Kohorte sind bekannt.
| - Licaus, ein Soldat (CIL 8, 21040) - Liccaius, ein Reiter (CIL 8, 9384) | - Annius, ein Decurio (CIL 8, 21040) |